# Madihalli, Chiknayakanhalli
Madihalli là một làng thuộc tehsil Chiknayakanhalli, huyện Tumkur, bang Karnataka, Ấn Độ.